# Japanese suite
Japanese suite is een compositie van Gustav Holst. Het werk kwam tot stand in samenspraak met Japanse choreograaf Michio Ito. Deze gaf een aantal voorstellingen in het London Coliseum, maar wilde daarbij meer Japans klinkende muziek. Holst kende geen Japanse muziek en volgens de overlevering floot Ito daarom enige Japanse wijsjes voor. Het resultaat werd een suite, die wel enige Japanse invloeden verraadt (fluit tegenover harp) en instrumentatie, maar voor de rest is het vooral “gewoon” westerse orkestmuziek.
De suite bestaat uit zes delen inclusief een prelude en een interlude:
1. Prelude: Song of the fisherman
2. Ceremonial dance
3. Dance of the marionette
4. Interlude: Song of the fisherman
5. Dance under the cherry tree
6. Finale: Dance of the wolves

Het is onbekend of Ito de muziek inderdaad gebruikt heeft. De eerste concertuitvoering zou hebben plaatsgevonden tijdens de Proms van 1 september 1919 onder leiding van Holst zelf. Die uitvoering werd voorafgegaan door werken van Richard Wagner. En dat is nou net de componist van muziek waarmee de vroege muziek van Holst werd vergeleken.
Holst componeerde het werk voor:
- 2 dwarsfluiten (II ook piccolo), 1 hobo, 1 althobo, 2 klarinetten, 2 fagotten
- 4 hoorns, 2 trompetten, 2 trombones, 1 tuba
- pauken, percussie: glockenspiel, gong, xylofoon, bekkens, sleighbells, grote trom, harp
- violen, altviolen, celli, contrabassen

## Discografie (2013)
- Uitgave Naxos: Ulster Orchestra o.l.v. JoAnn Falletta (opname 2011)
- Uitgave Lyrita: London Symphoy Orchestra, Adrian Boult (opname 1971)
- Uitgave Chandos: BBC Philharmonic o.l.v. Richard Hickox (opname 2010)